# Барнаульское горное училище
Барнаульское горное училище — окружное учебное заведение в Барнауле, существовавшее XVIII—XIX веках. Первое подобное учреждение в Сибири.

## История
Во второй половине XVIII века в связи с активным развитием горнозаводского производства на Алтае, местные заводы, фабрики и рудники испытывали нехватку квалифицированных кадров — техников и инженеров. В 1779 году было решено открыть в Барнауле Горное училище, среднее профессионально-техническое учебное заведение с 5—6 летним сроком обучения на базе начальной школы.
После небольшой задержки, в связи с поиском и подготовкой преподавателей, в 1785 году училище начало свою работу. К этой работе удалось привлечь коллежского асессора Мартова, который преподавал геометрию, арифметику, алгебру, географию, физику, историю и грамматику; архивариусу Штрамму было поручено вести уроки химии, минералогии и металлургии; пастору Габриэлю — латынь, немецкий и французский языки. В первый год работы училище приняло 20 человек, а к 1791 году количество учеников возросло до 90.
Первоначально, училище предназначалось для детей дворян и горных офицеров, однако количество подростков этих сословий, живших в Барнауле было очень низким. Летом 1789 года по распоряжению тайного советника Гавриила Качки в учебное заведение начали принимать наиболее способных выпускников горнозаводских школ, принадлежавшим к разным сословиям. В том же году в училище начал преподавать выпускник Петербургской учительской семинарии, а впоследствии известный ученый-физик и академик Василий Петров. Он занимался с учениками математикой, физикой, латынью и грамматикой, а также повлиял на общий учебный процесс. При его участии улучшился весь строй занятий, были введены экскурсии на рудники и заводы, а также классно-урочная система обучения.
Дальнейшее развитие училища было связано с деятельностью начальника Колывано-Воскресенских заводов Петра Фролова. При его участии разрабатывается проект «Положения об учебных заведениях Колывано-Воскресенских заводов», согласно которому план училища приближался к плану гимназии, но отличался от него профессиональной направленностью. Весь срок обучения делился на 4 ступени. На двух младших изучались общеобразовательные дисциплины, на третьем — минералогия, а на четвёртом добавлялись специальные предметы — пробирное и горное искусство, металлургия, маркшейдерское дело, общая и горная механика, архитектура, законоведение. Практические предметы вели достаточно опытные инженеры, при этом программа предусматривала изучение заводских машин, в том числе паровую машину, изобретённую Иваном Ползуновым.
Окончив училище, выпускники получали возможность продолжить обучение в старших (VII и VIII) курсах Петербургского горного кадетского корпуса и получить профессию инженера.
В 1836 году горное училище стало окружным, а в 1897 году — реальным.
Ныне здание, где в XIX веке располагалось учебное заведение, входит в архитектурный ансамбль Демидовской площади и является памятником федерального значения. Помещение горного училища сейчас пустует, ранее здесь находился один из корпусов Алтайского государственного аграрного университета.

## Люди, связанные с училищем

### Преподаватели
- Айдаров, Михаил Петрович (1815—1878) — подполковник Корпуса горных инженеров, рационализатор производства, педагог, помощник начальника Алтайского горного округа; действительный статский советник[2].
- Влангали, Александр Георгиевич (1823—1908) — географ-первопроходец, геологоразведчик, историк-экономист, дипломат, член Госсовета Российской империи.
- Петров, Василий Владимирович (1761—1834) — физик-экспериментатор, академик и член-корреспондент Петербургской АН.
- Радлов, Василий Васильевич (1837—1918) — востоковед-тюрколог, этнограф и археолог.

### Выпускники
- Анзимиров, Владимир Александрович (1859—1921) выпуск 1871 г. — издатель, журналист, просветитель, промышленник, писатель, публицист, политик, общественный деятель, продюсер. Издатель семейства газет «Копейка».
- Гуляев, Сергей Иванович (1805—1888) — фольклорист, этнограф, изобретатель.
- Залесов, Поликарп Михайлович (1772—1837) — горный специалист, изобретатель, строитель заводов на Алтае.
- Марков Борис Дмитриевич (1884—1920) — эсер, член Учредительного собрания от Томской губернии.
- Никулин, Андрей Осипович (1878—1945) — художник, заслуженный деятель искусств РСФСР.